# Nachal Katef
Nachal Katef (hebrejsky נחל כתף) je vádí v jižním Izraeli, v severní části Negevské pouště.
Začíná v nadmořské výšce okolo 400 metrů nedaleko severovýchodního okraje města Beerševa. Směřuje pak k jihu, přičemž z východu míjí Památník Negevské brigády na vrchu Ketef Be'erševa. Podél vádí probíhá dálnice číslo 40, se kterou se kříží dálnice číslo 60 spojující Beerševu a město Omer. Západně od archeologické lokality Tel Be'er Ševa a od beduínského města Tel Ševa pak Nachal Katef ústí zprava do vádí Nachal Be'erševa.